# Catherine Durand-Henriquet
Pour les articles homonymes, voir Durand.
Catherine Durand-Henriquet (née le 9 avril 1955 à Casablanca) est une cavalière française de dressage de haut niveau. Présente en compétition sur la scène nationale et internationale, elle a notamment participé en 1992 aux Jeux olympiques d'été à Barcelone avec son cheval Orphée et obtenu en 2013 le titre de Championne de France avec Paradies Zauber. Elle est l'épouse de Michel Henriquet avec lequel elle a co-écrit plusieurs ouvrages.

## Biographie
Catherine Durand-Henriquet est née le 9 avril 1955 à Casablanca,. Elle commence l'équitation à douze ans et commence la compétition en 1988 sous l'apprentissage de l’écuyer Michel Henriquet. En 1992, elle participe aux Jeux olympiques d'été à Barcelone avec son cheval Orphée. Elle se qualifie avec Spartacus pour les Jeux olympiques d'été d'Atlanta en 1996 mais n'y participe pas. Elle est présente les années suivantes sur la scène nationale et internationale avec plusieurs chevaux qu'elle a dressés jusqu'au Grand Prix parmi lesquels Carinho des Noes, Farahin des Cloets, Laissez Faire et Vendaval.  
En 2012, elle termine 3e des Championnats de France Grand Tour à Saumur avec Paradies Zauber et obtient l'année suivante le titre de Championne de France, toujours avec le même cheval.
En parallèle de sa carrière équestre, elle exerce le métier de dermatologue.

## Palmarès
- 1992 : 25e en individuel et 9e par équipe avec Orphée aux Jeux olympiques d'été de 1992 à Barcelone (Espagne)[4]
- 1996 : Qualifiée avec Spartacus pour les Jeux olympiques d'été de 1996 à Atlanta (États-Unis) Spartacus s'étant blessé à la veille des jeux, Catherine ne pourra donc pas honorer sa sélection. Cette blessure mettra d'ailleurs un terme à la carrière de Spartacus en compétition.
- 2004 : Remporte la Coupe de France avec Carinho des Noes à Saumur (France)
- 2010 : Médaille de bronze au Criterium Espoir Grand Tour[3]
- 2010 : Médaille d'or au Championnat de France Pro 1 Grand Tour[3]
- 2012 : Médaille de bronze au Championnat de France Grand Tour à Saumur[3]
- 2013 : Médaille d'or au Championnat de France Grand Tour à Saumur[3]

## Chevaux
- Orphée : Étalon lusitanien gris né en 1980. Michel Henriquet achète le cheval en 1983 et l'entraîne jusqu'à ses huit ans, âge auquel il le confie à son élève Catherine Durand pour le faire débuter en compétition. La cavalière n'ayant aucune expérience en compétition, ils travaillent ensemble pour mener le cheval de la reprise St Georges jusqu'au Grand Prix. En deux ans, les résultats sont surprenants et encourageants. Quatre ans après avoir commencé la compétition, le couple obtient ses qualifications et est retenu pour faire partie de l'équipe de France de dressage lors des Jeux olympiques de Barcelone de 1992[4]. C'est le premier cheval lusitanien à participer en dressage à ce niveau de compétition[5]. Le couple y fait une prestation très honorable : 25e en individuel et 9e par équipe, soit la deuxième meilleure prestation française[6]. Après une carrière internationale, l'étalon est mis à la retraite à l'âge de seize ans et commence une carrière de reproducteur au Portugal. Il meurt en 1998[4].
- Spartacus
- Carinho des Noes : Étalon lusitanien bai né en 1990[7].
- Farahin des Cloets : Jument Selle Français baie née en 1993[7].
- Laissez Faire : Cheval d'origine germanique, né en 2000.
- Vendaval : Hongre de pure race lusitanien, né en 2002.
- Paradies Zauber : Cheval d'origine germanique, né en 2000. Catherine Durand-Henriquet remporte en 2013 avec lui son premier titre de Championne de France Pro Elite de dressage[8]. Le cheval est vendu en Allemagne en 2014[9].

## Ouvrages
Catherine Durand-Henriquet a co-écrit plusieurs ouvrages avec son mari Michel Henriquet :
- Michel Henriquet et Catherine Durand, Gymnase et dressage, Maloine, 1991
- Michel Henriquet et Catherine Henriquet, Comportement et dressage, Belin, 2009
- Michel Henriquet et Catherine Henriquet, Les Maîtres Français de l'Art équestre, Belin, 2010